# 福蔵院 (中野区)
福蔵院（ふくぞういん）は、東京都中野区にある真言宗豊山派の寺院。

## 概要
文亀・永正年間（1501年～1521年）、頼珍（1521年寂）によって開山された。下鷺ノ宮村の鷺宮大明神（八幡社）の別当寺であった。
1762年(宝暦12年)、隣の鷺宮大明神（八幡社、鷺宮八幡神社）とともに火災に遭い、本堂等を失っている。1874年（明治7年）に天福寺を吸収合併した。

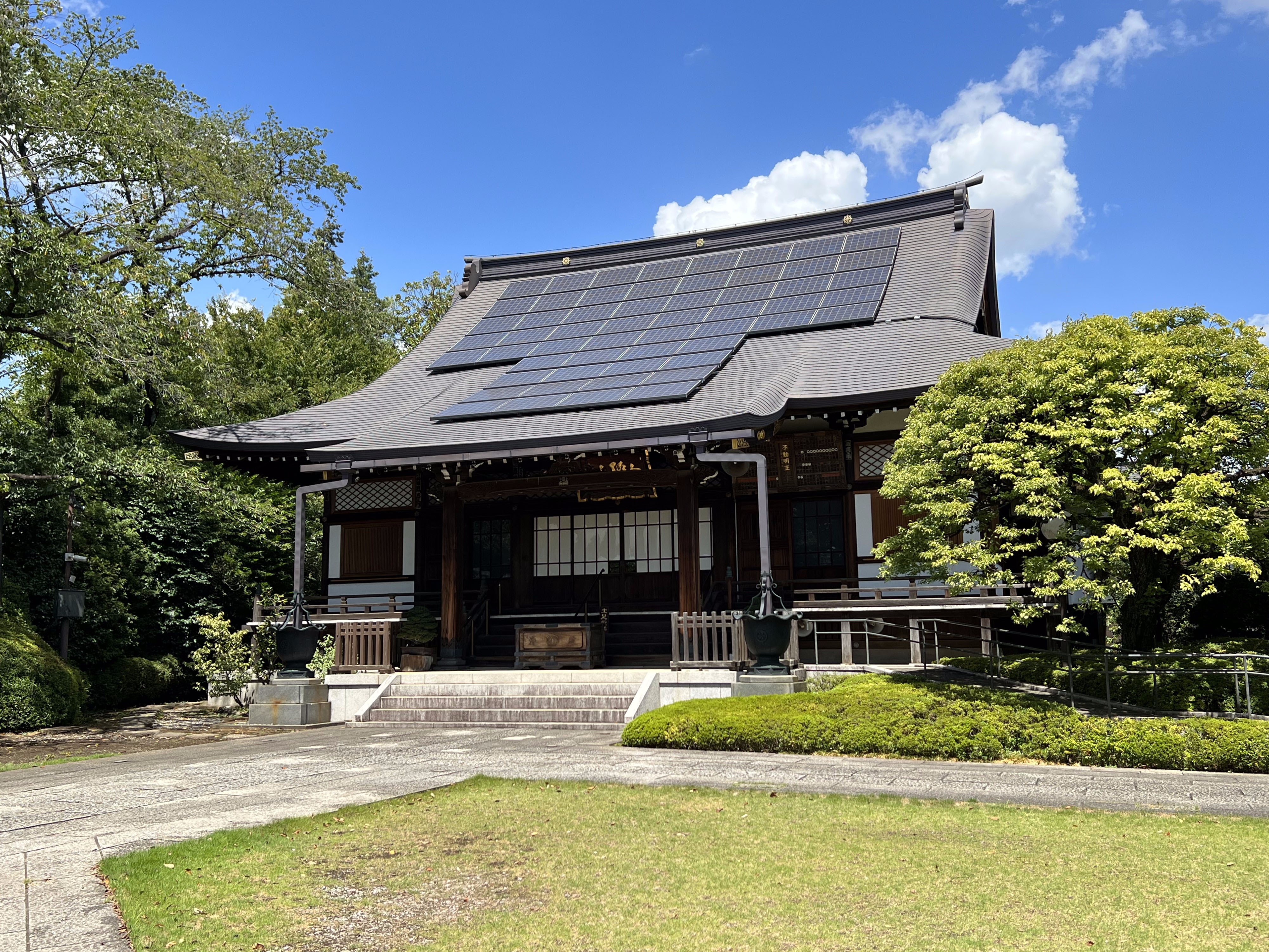
本堂

## 交通アクセス
- 鷺ノ宮駅より徒歩2分[1]。